# Prieuré Sainte-Marie-Madeleine d'Oizé
Le prieuré Sainte-Marie-Madeleine d'Oizé est un prieuré situé à Oizé, dans le département de la Sarthe. Il bénéficie d'une inscription aux monuments historiques.

## Description
La chapelle est élevée en grès crosse, en grès roussard et calcaire dur. On distingue des traces de fenêtres romanes, et de fenêtres ogivales, toutes murées, au-dessus du chœur.

## Historique
L'édifice est inscrit au titre des monuments historiques le 24 juillet 1989.
En 1109, Helie de La Flèche, seigneur de Château-du-Loir, décide la construction de ce prieuré bénédictin, qui, avec sa chapelle, dépendent de l'abbaye Notre-Dame de Vezelay, et sont transformés en habitations après la vente comme bien national en 1791.